# Valentin Thilo

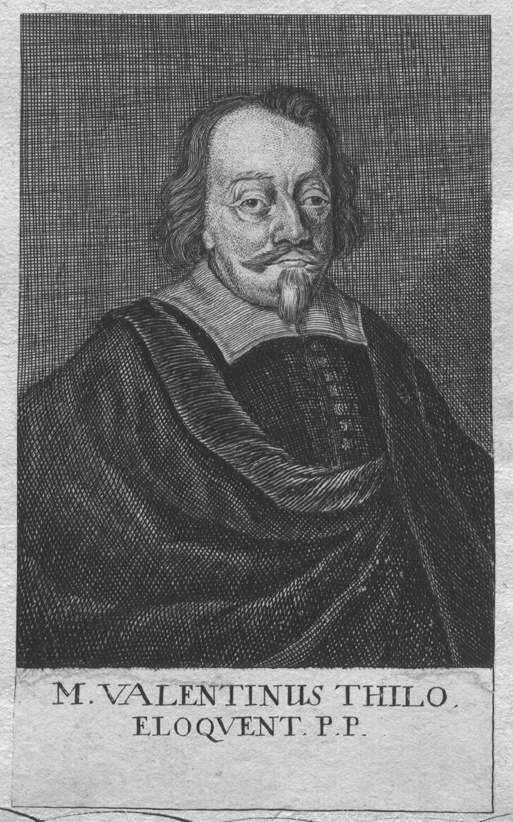
Valentin Thilo.

Valentin Thilo d. y., född 19 april 1607 i Königsberg (nuvarande Kaliningrad), död där 27 juli 1662, var en tysk, evangelisk, professor i latin och retorik vid universitetet i Königsberg. Psalmförfattare representerad i Finlandssvenska psalmboken.